# Ilja Charitonow
Ilja Stiepanowicz Charitonow (ros. Илья Степанович Харитонов, ur. 1903 we wsi Iwierowskaja w guberni moskiewskiej, zm. 28 października 1950 w Leningradzie) – radziecki polityk.

## Życiorys
Miał wykształcenie wyższe. Od 1926 należał do WKP(b), był I sekretarzem Nadmorskiego Komitetu Rejonowego WKP(b) w Leningradzie, następnie pracował w Leningradzkim Komitecie Miejskim WKP(b), a od 23 lipca 1946 do grudnia 1948 pełnił funkcję przewodniczącego Komitetu Wykonawczego Leningradzkiej Rady Obwodowej. Od grudnia 1948 do listopada 1949 był słuchaczem kursów sekretarzy komitetów obwodowych i przewodniczących obwodowych komitetów wykonawczych przy KC WKP(b). 3 listopada 1949 został aresztowany w związku z tzw. „sprawą leningradzką”, 28 października 1950 skazany na śmierć przez Wojskowe Kolegium Sądu Najwyższego ZSRR pod zarzutem udziału w kontrrewolucyjnej organizacji destrukcyjnej i rozstrzelany. 14 maja 1954 pośmiertnie zrehabilitowany.